# Полоз Петро Варнавович
Полоз Петро Варнавович (15.02.1915 р. у с. Митрофанівка, Новопразька волость, Олександрійський повіт, Херсонська губернія – травень 1963[уточнити]) – військовий льотчик, учасник радянсько-німецької війни, нагороджений званням Героя Радянського Союзу; 1963 року позбавлений цього звання у зв'язку із засудженням за вбивство. Розстріляний за вироком суду.

## З життєпису
Після закінчення Єнакіївського аероклубу і Ворошиловградської військової авіаційної школи у 1937 році у званні лейтенанта служив у Забайкаллі.  Брав участь у боях на Халхін-Голі (1939), збив один японський літак, нагороджений орденом Леніна. У 1940 р. закінчив Липецькі вищі авіаційні курси удосконалення командного складу. Учасник радянсько-німецької війни. Був командиром ескадрильї. Брав участь у боях під Одесою, Харковом, Сталінградом, на Курській дузі, у визволенні України.
Звання Героя Радянського Союзу удостоєний 10 січня 1942 р. За роки війни здійснив 254 бойових вильотів, збив 19 літаків (8 особисто, 11 у групі). 
У 1947 р. підполковник Полоз за станом здоров’я був демобілізований. Працював пілотом урядових спецрейсів цивільної авіації. В липні 1962 року у стані афекту під час сімейної сварки вбив двох людей (сусіда, ним виявився начальник особистої охорони М.С. Хрущова, та його дружину), за що був засуджений народним судом 07.12.1962 р. до вищої міри покарання і розстріляний 19.07.1963 р..
Указом Президії Верховної Ради СРСР від 19 липня 1963 позбавлений звання Героя і всіх нагород.